# Karl Weierstrass
Karl Weierstrass (alemany: Karl Theodor Wilhelm Weierstraß)  (Ostenfelde, 31 d'octubre de 1815 - Berlín, 19 de febrer de 1897) fou un matemàtic alemany, considerat el "pare de l'anàlisi matemàtica moderna".
Fou professor a la Universitat de Berlín, convidat per Ernst Kummer. Weierstrass consolidà els treballs de Cauchy sobre els nombres irracionals, es dedicà a realitzar una fonamentació rigorosa del càlcul integral i diferencial i, en general, de la teoria de funcions i realitzà contribucions importants sobre funcions el·líptiques.
A l'època de Weierstrass no es disposava de definicions clares sobre els fonaments del càlcul i, per tant, no era possible demostrar correctament els teoremes. Els treballs previs de Cauchy i Bolzano quedaven poc fonamentats precisament per aquesta ambigüitat en les definicions bàsiques. Weierstrass es proposà fonamentar el càlcul a partir de definicions rigoroses; de fet les definicions utilitzades avui en dia de límit, continuïtat i derivada són pràcticament les proposades per ell. Amb les noves definicions, aconseguí demostrar rigorosament teoremes com el teorema del valor intermedi, el teorema de Bolzano-Weierstrass i el teorema de Heine-Borel.

## Biografia
Weierstrass va néixer a una família catòlica romana a Ostenfelde, un poble prop d'Ennigerloh, a l'actual província de Westfàlia, que en aquells moments formava part del Regne de Hannover.
Weierstrass era fill de Wilhelm Weierstrass, un funcionari del govern, i de Theodora Vonderforst, tots dos catòlics renans. El seu interès per les matemàtiques va començar mentre era estudiant de secundària al Theodorianum de Paderborn. Va ser enviat a la Universitat de Bonn després de graduar-se per preparar-se per a un càrrec governamental. Com que els seus estudis havien de ser en els camps del dret, l'economia i les finances, immediatament va entrar en conflicte amb les seves esperances d'estudiar matemàtiques. Va resoldre el conflicte fent poca atenció al seu curs d'estudis previst, però continuant els estudis privats de matemàtiques. El resultat va ser que va deixar la universitat sense títol. Després va estudiar matemàtiques a l'Acadèmia de Münster (que fins i tot llavors era famosa per les matemàtiques) i el seu pare va poder obtenir una plaça per a ell en una escola de formació de professors a Münster. Més tard va ser certificat com a professor en aquella ciutat. Durant aquest període d'estudi, Weierstrass va assistir a les classes de Christoph Gudermann i es va interessar per les funcions el·líptiques.
El 1843 va ensenyar a Deutsch Krone a Prússia Occidental (actualemnt Wałcz, a Polònia) i des de 1848 va ensenyar al Lyceum Hosianum de Braunsberg (actualment també a Polònia). A més de les matemàtiques, també va ensenyar física i botànica.
Weierstrass podria haver tingut un fill il·legítim anomenat Franz amb la vídua del seu amic Carl Wilhelm Borchardt.
Després de 1850 Weierstrass va patir un llarg període de malaltia, però va poder publicar articles matemàtics que li van portar fama i distinció. La Universitat de Königsberg li va atorgar un títol de doctor honoris causa el 31 de març de 1854. El 1856 va ocupar una càtedra al Gewerbeinstitut de Berlín (un institut per a l'educació dels treballadors tècnics que més tard es fusionaria amb la Bauakademie per formar la Universitat Tècnica de Berlín). El 1864 esdevingué professor a la Universitat Friedrich Wilhelms de Berlín, que més tard esdevingué la Universitat Humboldt de Berlín.

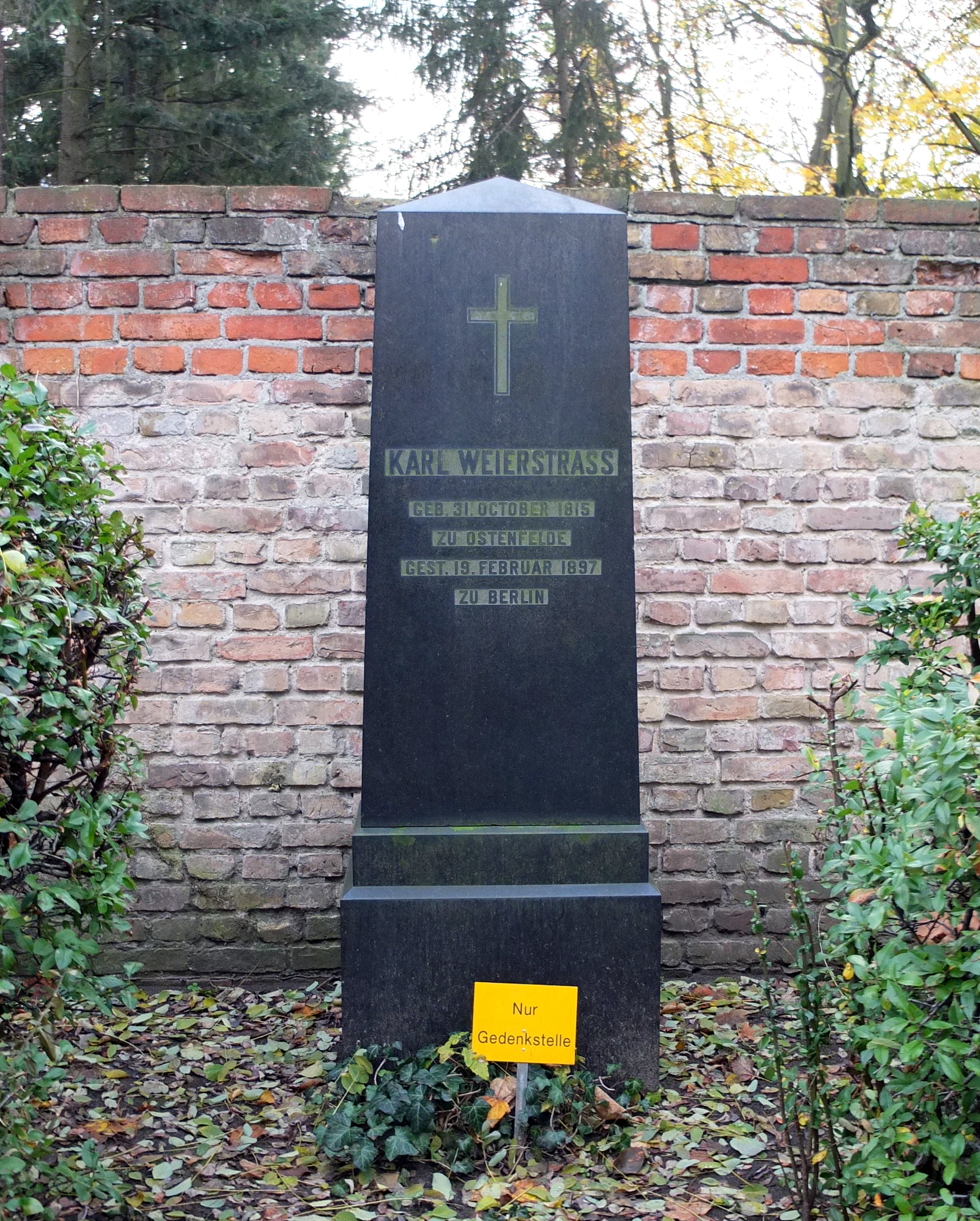
Cenotafi commemoratiu de Weierstrass al cementiri de la catedral St. Hedwig de Berlín: la seva tomba va ser desmantellada i les seves despulles perdudes.

El 1870, a l'edat de cinquanta-cinc anys, Weierstrass va conèixer Sófia Kovalévskaia, de qui va ser tutor privat després de no aconseguir la seva admissió a la Universitat. Mantenien una fructífera relació intel·lectual, però personalment, problemàtica, que “transcendia amb escreix la relació habitual professor-alumne”. Es va dir que la mala interpretació d'aquesta relació i la mort prematura de Kovalevskaia el 1891 van contribuir a la malaltia posterior de Weierstrass. Va estar immòbil durant els últims tres anys de la seva vida i va morir a Berlín d'una pneumònia.

## Aportacions matemàtiques

### Solidesa del càlcul
Weierstrass estava interessat en la solidesa del càlcul, i en aquell moment hi havia definicions una mica ambigües dels fonaments del càlcul de manera que els teoremes importants no es podien demostrar amb prou rigor. Tot i que Bolzano havia desenvolupat una definició raonablement rigorosa d'un límit ja el 1817 (i possiblement fins i tot abans), la seva obra va romandre desconeguda per a la majoria de la comunitat matemàtica fins anys més tard, i molts matemàtics només tenien definicions vagues de límits i continuïtat de les funcions.
La idea bàsica darrere de les proves delta-epsilon es troba, probablement, per primera vegada a les obres de Cauchy a la dècada de 1820. Cauchy no va distingir clarament entre continuïtat i continuïtat uniforme en un interval. En particular, en el seu Cours d'analyse de 1821, Cauchy va argumentar que el límit (puntual) de les funcions contínues (puntual) era en si mateix (puntual) continu, una afirmació que és falsa en general. L'afirmació correcta és més aviat que el límit uniforme de les funcions contínues és continu (també, el límit uniforme de les funcions contínues uniformement és uniformement continu). Això requeria el concepte de convergència uniforme, que va ser observat per primera vegada pel conseller de Weierstrass, Christoph Gudermann, en un article de 1838, on Gudermann va assenyalar el fenomen, però no el va definir ni el va elaborar. Weierstrass va veure la importància del concepte, i tant el va formalitzar com l'aplicà àmpliament als fonaments del càlcul.
La definició formal de continuïtat d'una funció, tal com la fórmula Weierstrass, és la següent:
{\displaystyle \displaystyle f(x)} és contínua a {\displaystyle \displaystyle x=x_{0}} si {\displaystyle \displaystyle \forall \ \varepsilon >0\ \exists \ \delta >0} tal que per a cada tot {\displaystyle x} en el domini de {\displaystyle f}, {\displaystyle \displaystyle \ |x-x_{0}|<\delta \Rightarrow |f(x)-f(x_{0})|<\varepsilon .}
En català senzill, {\displaystyle \displaystyle f(x)} és contínua en un punt {\displaystyle \displaystyle x=x_{0}} si per a tot {\displaystyle x} prou a prop de {\displaystyle x_{0}}, el valor de la funció {\displaystyle f(x)} està molt a prop {\displaystyle f(x_{0})}, on la restricció "prou a prop" normalment depèn de la proximitat desitjada de {\displaystyle f(x_{0})} a {\displaystyle f(x)}. Utilitzant aquesta definició, va demostrar el teorema del valor intermedi. També va demostrar el teorema de Bolzano-Weierstrass i el va utilitzar per estudiar les propietats de les funcions contínues en intervals tancats i acotats.

### Càlcul de variacions
Entre moltes altres contribucions, Weierstrass va formalitzar la definició de la continuïtat d'una funció, va demostrar el teorema del valor intermedi i el de Bolzano–Weierstrass i va utilitzar aquest últim per estudiar les propietats de les funcions contínues en intervals acotats tancats.
Weierstrass també va fer avenços en el camp del càlcul de variacions. Utilitzant l'aparell d'anàlisi que va ajudar a desenvolupar, Weierstrass va poder donar una reformulació completa de la teoria que va obrir el camí per a l'estudi modern del càlcul de variacions. Entre diversos axiomes, Weierstrass va establir una condició necessària per a l'existència de forts extrems de problemes variacionals. També va ajudar a idear la condició de Weierstrass-Erdmann, que dona condicions suficients perquè un extrem tingui una cantonada al llarg d'un extrem determinat i permet trobar una corba de minimització per a una integral donada.

### Altres teoremes analítics
- Teorema de Stone–Weierstrass
- Teorema de Casorati–Weierstrass
- Funció el·líptica de Weierstrass
- Funció de Weierstrass
- Criteri M de Weierstrass
- Teorema de preparació de Weierstrass
- Teorema de Lindemann-Weierstrass
- Teorema de factorització de Weierstrass
- Parametrització Weierstrass–Enneper

## Estudiants
- Edmund Husserl

## Honors i premis
El cràter lunar Weierstrass i l'asteroide 14100 Weierstrass porten el seu nom. També hi ha l'Institut Weierstrass d'Anàlisi Aplicada i Estocàstica de Berlín.

## Obres seleccionades
- Zur Theorie der Abelschen Funktionen (1854)
- Theorie der Abelschen Funktionen (1856)
- Abhandlungen-1, Matemàtiques. Werke. Bd. 1. Berlín, 1894
- Abhandlungen-2, matemàtiques. Werke. Bd. 2. Berlín, 1895
- Abhandlungen-3, matemàtiques. Werke. Bd. 3. Berlín, 1903
- Vorl. ueber die Theorie der Abelschen Transcendenten, Math. Werke. Bd. 4. Berlín, 1902
- Vorl. ueber Variationsrechnung, Matemàtiques. Werke. Bd. 7. Leipzig, 1927